# Mormors kolonihavehus
"Mormors kolonihavehus" er en dansk popsang fra 1978, der blev sunget af Eva Madsen efter tekst af Erik Clausen og melodi Leif Sylvester Petersen. Sangen blev Madsens gennembrudshit og var med på albummet I storbyens favn, udgivet samme år. 
Sangen blev skrevet i protest mod planerne om at nedlægge hundredvis af kolonihaver på Amager for at gøre plads til det almene boligbyggeri Urbanplanen. Oprindeligt rummede sangen også et vers skrevet af Leif Sylvester Petersen som handlede om, at man med byggeplanerne ville smadre arbejdernes fristed. Dette vers blev udeladt i den oprindelige version, da Erik Clausen ikke synes det passede ind. Ifølge Clausen er sangen en arbejdersang.
Sangen var genstand for et program i serien Landeplagen fra 2010 med Jacob Riising som vært, hvor nummeret historie og betydning blev gennemgået.